# Zlokuće
Zlokuće es un pueblo de la municipalidad de Bugojno, en el cantón de Bosnia Central, Bosnia y Herzegovina.

## Superficie
Posee una superficie de 4,65 kilómetros cuadrados.

## Demografía
Hasta 2013 la población era de 15 habitantes, con una densidad de población de 3,2 habitantes por kilómetro cuadrado.